# Берёзово (Дубенский район)
Берёзово — деревня в Дубенском районе Тульской области России.
В рамках административно-территориального устройства входит в Протасовский сельский округ Дубенского района, в рамках организации местного самоуправления включается в Протасовское сельское поселение.

## География
Село находится на берегу реки Волхонка.

## История
В селе располагалась усадьба помещиков Кондыревых, переселившихся сюда из Рязанской губернии.
Так как практически все рязанские землевладельцы имели поместья на юго-восточных рубежах, которые необходимо было защищать от набегов степняков, то Алексинский уезд при его освоении, заселялся в основном рязанскими помещиками. По всей видимости, из родового гнезда Кондыревых — села Дубровичи при речке Ерастовке Рязанской губернии сюда переселился один из рязанских землевладельцев Фёдор Степанович Кондырев.
В писцовых книгах Алексинского уезда за 1678 год есть запись: «Стан Березовский за помещики… За Федором Степановым сыном Кондыревым жеребей села Березова, двор крестьянской, двор бобыльской, двор задворного человека…».

## Известные люди
В селе родились:
- Татьяна Фёдоровна Прончищева (урожд. Кондырева; 1713—1736) — первая женщина—полярный исследователь Арктики, жена Василия Прончищева.
- Константин Степанович Седов (1908—1943) — советский солдат, участник Великой Отечественной войны, Герой Советского Союза.